# Marc Wilmots
Marc Wilmots (ur. 22 lutego 1969 w Dongelbergu) – belgijski trener i piłkarz występujący na pozycji pomocnika.

## Kariera klubowa
Wilmots jest wychowankiem klubu CS Jodoigne, gdzie grał w latach 1980–1985. W 1985 roku trafił do juniorskiej ekipy zespołu Sint-Truidense VV. W 1987 roku został włączony do jego pierwszej drużyny. W 1988 roku odszedł do KV Mechelen. W 1989 roku zdobył z nim mistrzostwo Belgii. W Mechelen spędził 3 lata.
W 1991 roku Wilmots został graczem Standardu Liège. W 1993 roku zdobył z nim Puchar Belgii, a także wywalczył wicemistrzostwo Belgii. W 1996 roku przeszedł do niemieckiego FC Schalke 04. W Bundeslidze zadebiutował 17 sierpnia 1996 roku w przegranym 0:4 meczu z VfB Stuttgart. 23 sierpnia 1996 roku w zremisowanym 4:4 spotkaniu z FC St. Pauli strzelił pierwszego gola w Bundeslidze. W 1997 roku zdobył z klubem Puchar UEFA, po pokonaniu w jego finale Interu Mediolan.
W 2000 roku Wilmots trafił do francuskiego Girondins Bordeaux. Po roku powrócił do Schalke. W 2001 roku oraz w 2002 roku wystąpił z nim w finale Pucharu Ligi Niemieckiej, jednak w obu przypadkach Schalke przegrywało tam swoje pojedynki. W 2002 roku zdobył z zespołem Puchar Niemiec. W 2003 roku zakończył karierę.

## Kariera reprezentacyjna
W reprezentacji Belgii Wilmots zadebiutował 26 maja 1990 roku w zremisowanym 2:2 towarzyskim meczu z Rumunią. W tym samym roku znalazł się w kadrze na Mistrzostwa Świata. Nie zagrał jednak na nich w żadnym pojedynku, a Belgia odpadła z turnieju w 1/8 finału.
W 1994 roku Wilmots został powołany do kadry na Mistrzostwa Świata. Wystąpił na nich w spotkaniu fazy grupowej z Arabią Saudyjską (0:1). Tamten mundial reprezentacja Belgii ponownie zakończyła na 1/8 finału.
W 1998 roku po raz trzeci w karierze był uczestnikiem Mistrzostw Świata. Tym razem zagrał na nich we wszystkich meczach swojej drużyny, z Holandią (0:0), Meksykiem (2:2) i Koreą Południową (1:1). W potyczce z Meksykiem zdobył także 2 bramki. Kadra Belgii natomiast odpadła z turnieju po fazie grupowej.
W 2000 roku Wilmots wziął udział w Mistrzostwach Europy. Rozegrał tam 3 spotkania: ze Szwecją (2:1), Włochami (0:2) i Turcją (0:2). Tamten turniej Belgowie zakończyli na fazie grupowej.
W 2002 roku został powołany do kadry na Mistrzostwa Świata. Zagrał na nich w meczach z Japonią (2:2), Tunezją (1:1), Rosją (3:2) oraz Brazylią (1:2). W spotkaniach z Japonią, Tunezją i Rosją strzelił także po jednym golu. Z mundialu 2002 Belgia odpadła w 1/8 finału.
W latach 1990–2002 w drużynie narodowej Wilmots rozegrał w sumie 70 spotkań i zdobył 28 bramek.

## Kariera trenerska
26 marca 2003 roku, 4 dni po rozegraniu ostatniego meczu jako piłkarz, został trenerem FC Schalke 04. Jako trener w Bundeslidze zadebiutował 5 kwietnia 2003 roku w zremisowanym 0:0 meczu z 1. FC Nürnberg. Szkoleniowcem Schalke był do końca sezonu 2002/2003. Od lata 2004 roku do lutego 2005 roku prowadził Sint-Truidense VV. W 2009 roku został asystentem Dicka Advocaata w reprezentacji Belgii, a w 2012 roku przejął drużynę jako trener. W 2014 roku doprowadził Belgów do ćwierćfinału turnieju MŚ. Po porażce z reprezentacją Walii w ćwierćfinale Euro 2016 zrezygnował ze stanowiska selekcjonera reprezentacji Belgii. W marcu 2017 roku został selekcjonerem reprezentacji Wybrzeża Kości Słoniowej.

## Kariera polityczna
W 2003 roku Wilmots został członkiem Senatu Belgii z ramienia partii Ruchu Reformatorskiego. W 2005 roku zrezygnował z mandatu senatora.